# George Gaynes
George Gaynes (Helsinki, 3 mei 1917 – North Bend, 15 februari 2016) was een Amerikaans acteur van Nederlands-Russische afkomst.
Gaynes werd geboren in Helsinki, dat in het toenmalige Groothertogdom Finland, een deel van het Russische keizerrijk, lag. Zijn moeder was Iya Grigorievna De Gay, een Russische kunstenares. Zijn vader was de Nederlandse zakenman Gerrit Jongejans. Gaynes groeide op in Frankrijk, Groot-Brittannië en Zwitserland. Oorspronkelijk wilde hij operazanger worden, maar het uitbreken van de Tweede Wereldoorlog gooide roet in het eten. Tijdens de oorlog diende Gaynes een tijdlang bij de Koninklijke Marine.
Na de Tweede Wereldoorlog vertrok Gaynes naar de Verenigde Staten en bouwde daar een carrière als toneelacteur op. Later maakte hij de overstap naar film en televisie. Hij werd vooral bekend vanwege zijn rol als commandant Eric Lassard in alle zeven Police Academy-films. Daarnaast speelde hij de rol van John Van Horn in de film Tootsie. Die film gaat grotendeels over een fictieve soapserie Southwest General (een parodie op de Amerikaanse soapserie General Hospital), waarin John Van Horn de rol had van hoofdarts. Gaynes speelde ooit zelf mee in General Hospital, maar wel in de rol van een maffioso. Hij had veel gastrolletjes in televisieseries. Hij was onder meer te zien in: Chicago Hope, Matlock, Cheers, De Jordaches, McCloud, De Man van Zes Miljoen, Columbo en Bonanza.
In Nederland zond de VPRO de serie Punky Brewster uit waarin Gaynes een van de hoofdrollen vervulde.

## Filmografie (selectie)
- Marooned, 1969
- The Way We Were, 1973
- Tootsie, 1982
- Police Academy, 1984
- Punky Brewster, 1984-1988 (tv-serie)
- Police Academy 2, 1985
- Police Academy 3, 1986
- Police Academy 4, 1987
- Police Academy 5, 1988
- Police Academy 6, 1989
- The Fantastic Four, 1994 (unreleased)
- Police Academy: Mission to Moscow, 1994
- Vanya on 42nd Street, 1994
- The Crucible, 1996
- Just Married, 2003

- Bibsys: 1614095182998
- Biblioteca Nacional de España: XX1112333
- Bibliothèque nationale de France: cb14180712g (data)
- Gemeinsame Normdatei: 13476241X
- International Standard Name Identifier: 0000 0000 8109 0319
- Library of Congress Control Number: no92010005
- MusicBrainz: e7cc93f4-c2d6-4eef-be69-e8acf92bba45
- Nationale Bibliotheek van Tsjechië: xx0269528
- Nationale Bibliotheek van Israël: 987007318132105171
- Istituto Centrale per il Catalogo Unico: TO0V550817
- SNAC: w62n6hgr
- Virtual International Authority File: 29742567
- WorldCat: E39PBJrwQMY6MmyxCDjYfrdmh3